# 實成寺 (岡山県和気町)
實成寺(じつじょうじ)は岡山県和気郡和気町にある日蓮宗の寺院。山号は福昌山。旧本山は岡山蓮昌寺。和気清麻呂ゆかりの寺として知られる。
町内には長泉寺、妙應寺、本久寺などがある。

## 歴史
元和5年（1619年）藤野寺址に京照院日妙によって法榮山福昌寺が建立されたが、寛文6年(1666年)に時の岡山藩主池田光政が断行した寺社の大整理（寛文法難）により廃寺が決定した。福昌寺の僧乗仙は決定を不服とし、自ら薪を積み衆人環視の中で火定した。その後、寺の復興が企てられたが新たに寺社を建てることは許されず、津高野々口にあった駒井山實成寺（開基:日典）の移転を許され、この地に移し福昌山實成寺と名付け爾来法燈をつづけている。

## 史跡
- 町指定史跡（藤野寺跡として）[1]

## 歴代
- 京照院日妙